# Owen John Dolan
Owen John Dolan (* 30. September 1928 in Hawera; † 29. April 2025 in Palmerston North) war ein neuseeländischer römisch-katholischer Geistlicher und Koadjutorbischof von Palmerston North.

## Leben
Erzbischof Thomas Peter McKeefry spendete Dolan am 21. Juli 1954 die Priesterweihe für das Erzbistum Wellington.
Papst Johannes Paul II. ernannte ihn am 2. November 1995 zum Koadjutorbischof von Palmerston North. Der Bischof von Palmerston North, Peter James Cullinane, spendete ihm am 10. Dezember desselben Jahres die Bischofsweihe; Mitkonsekratoren waren Thomas Stafford Kardinal Williams, Erzbischof von Wellington, und Denis Browne, Bischof von Auckland. 
Am 30. September 2004 nahm Johannes Paul II. seinen altersbedingten Rücktritt an.

## Einzelnachweis
1. ↑  Death of the Most Reverend Owen Dolan. In: pndiocese.org.nz. 29. April 2025, abgerufen am 29. April 2025 (englisch).

| Personendaten    | Personendaten                                                                            |
| ---------------- | ---------------------------------------------------------------------------------------- |
| NAME             | Dolan, Owen John                                                                         |
| KURZBESCHREIBUNG | neuseeländischer römisch-katholischer Geistlicher, Koadjutorbischof von Palmerston North |
| GEBURTSDATUM     | 30. September 1928                                                                       |
| GEBURTSORT       | Hawera                                                                                   |
| STERBEDATUM      | 29. April 2025                                                                           |
| STERBEORT        | Palmerston North                                                                         |